# Манго (певач)
Ђузепе Манго (итал. Giuseppe Mango; Lagonegro, 6. новембар 1954 — Policoro, 7. децембар 2014) познатији као Манго, био је италијански певач и аутор поп музике.
Манго био је један од најпознатијих италијанских певача и аутора поп музике. Његове најпознатије пјесме су: '.
Умро је од срчаног удара током концерта 7. децембар 2014.

## Албуми
- 1976: La mia ragazza è un gran caldo
- 1979: Arlecchino
- 1982: È pericoloso sporgersi
- 1985: Australia
- 1986: Odissea
- 1987: Adesso
- 1988: Inseguendo l'aquila
- 1990: Sirtaki
- 1992: Come l'acqua
- 1994: Mango
- 1997: Credo
- 1999: Visto cosi
- 2002: Disincanto
- 2004: Ti porto in Africa
- 2005: Ti amo così
- 2007: L'albero delle fate
- 2011: La terra degli aquiloni